# Жгилёво (Нижегородская область)
Жгилёво — деревня в городском округе Сокольский Нижегородской области России.

## География
Деревня находится на северо-западе Нижегородской области, в пределах Волжско-Ветлужской низменной равнины, в зоне хвойно-широколиственных лесов, на правом берегу реки Сонбаз, на расстоянии приблизительно 17 километров (по прямой) к северо-востоку от Сокольского, административного центра округа.

### Климат
Климат характеризуется как умеренно континентальный, с умеренно жарким коротким летом и холодной многоснежной зимой. Средняя температура воздуха самого холодного месяца (января) составляет −12 °C (абсолютный минимум — −46 °С); самого тёплого месяца (июля) — 18,5 °C (абсолютный максимум — 37 °С). Годовое количество атмосферных осадков не превышает 600 мм. Снежный покров устанавливается во второй половине ноября и держится 150—155 дней.
Часовой пояс
Деревня Жгилёво, как и вся Нижегородская область, находится в часовой зоне МСК (московское время). Смещение применяемого времени относительно UTC составляет +3:00.

## Население
| 2002 | 2010 |
| ---- | ---- |
| 2    | ↘1   |

### Национальный состав
Согласно результатам переписи 2002 года, в национальной структуре населения русские составляли 100 %.